# Ildefons Par i Pérez
Ildefons Par i Pérez (Barcelona, 1826 - 11 d'agost de 1894) fou un jurista i polític català.

## Biografia
Era fill de Joan Pau Par i Voltà natural de Martorell i de Teresa Pérez. Casat amb Dolors Tusquets i Maignon foren pares de l'escriptor Alfons Par i Tusquets i de Ramon Par i Tusquets, president de la Cambra de Comerç de Barcelona. Llicenciat en dret, fou secretari de la Universitat de Barcelona i militant del Partit Liberal, del que n'arribaria a ser vicepresident a Barcelona i amb el que fou regidor a l'ajuntament de Barcelona el 1868 i de 1868 a 1871 i diputat de la diputació de Barcelona de 1864 a 1866.
El 1877 assolí ser degà del Col·legi d'Advocats de Barcelona i en aquesta condició fou novament regidor de l'ajuntament de Barcelona pel districte III en 1877 i pel districte I en 1881. Alhora fou financer d'empreses del sector ferroviari, de tal manera que el 1890 assoliria la presidència de la Societat Econòmica Barcelonesa d'Amics del País i de la Junta Inspectora de Catalana de Gas. Fou membre del Foment del Treball Nacional, del Centre Excursionista de Catalunya, de l'Ateneu Barcelonès i membre de la junta de govern de la Caixa d'Estalvis de Barcelona en 1892.

## Obres
- Redención de censos enfitéuticos (1880)
- Laudemios (1889)